# Dimbåge

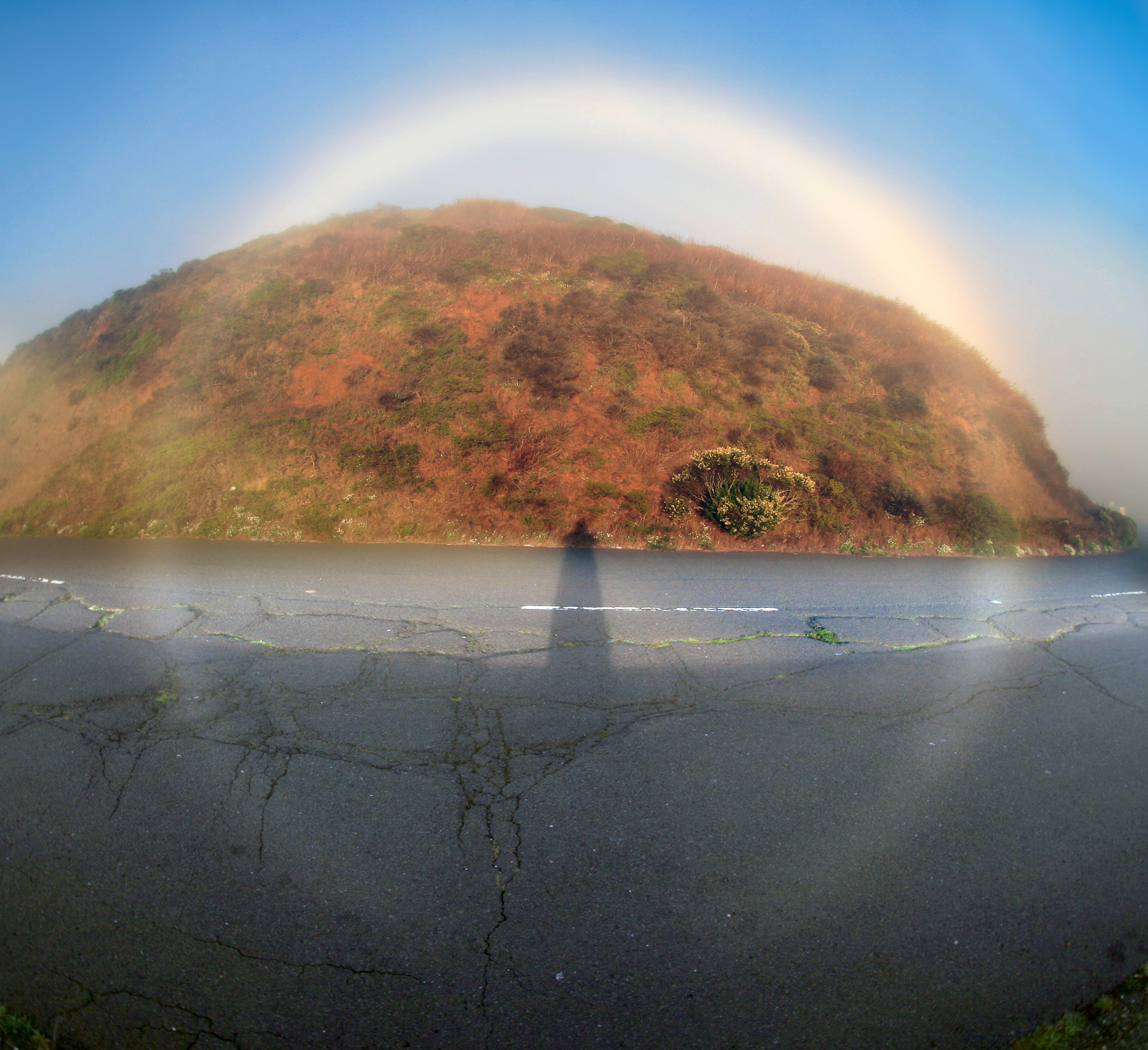
En dimbåge.

En dimbåge, eller vit regnbåge, är ett optiskt, meteorologiskt fenomen som visar sig i en cirkelrund vitaktig båge. Det är en variant av regnbågen som uppstår vid särskild fina vattendroppar.
Solens ljus reflekteras av dropparna i en vägg av dimma. I motsats till regnbågen bryts ljuset inte i alla spektrum. De beror på dropparnas storlek med en diameter mindre än 50 mikrometer. Iakttagelser är bara möjliga för personer som står mellan dimväggen och solen. Liknande fenomen som i vissa fall syns vid samma tillfälle är brockenspöke och gloria.
I vissa fall uppstår en dimbåge vid månljus.